# Giro di Romandia femminile 2024
Il Giro di Romandia femminile 2024, terza edizione della corsa, valevole come ventiquattresima prova dell'UCI Women's World Tour 2024 categoria 2.WWT, si svolse in 3 tappe dal 6 all'8 settembre 2024, su un percorso totale di 379,9 km, con partenza da La Grande Béroche ed arrivo a Morges, in Svizzera. La vittoria fu appannaggio della belga Lotte Kopecky che completò il percorso in 9h58'21", precedendo l'olandese Demi Vollering e l'italiana Gaia Realini.
Partenza con 98 cicliste accreditate, delle quali 82 portarono a termine la competizione.

## Tappe
| Tappa  | Data        | Percorso                    | km    | Vincitore di tappa | Leader cl. generale |
| ------ | ----------- | --------------------------- | ----- | ------------------ | ------------------- |
| 1ª     | 6 settembre | La Grande Béroche > Losanna | 133,8 | Elisa Balsamo      | Elisa Balsamo       |
| 2ª     | 7 settembre | Chippis > Vercorin          | 101,9 | Demi Vollering     | Lotte Kopecky       |
| 3ª     | 8 settembre | Morges > Morges             | 144,2 | Riejanne Markus    | Lotte Kopecky       |
| Totale | Totale      | Totale                      | 379,9 |                    |                     |

## Squadre e cicliste partecipanti
| N.    | Cod. | Squadra                 |
| ----- | ---- | ----------------------- |
| 1-6   | SDW  | Team SD Worx-Protime    |
| 11-16 | LTK  | Lidl-Trek               |
| 21-26 | CSR  | Canyon-SRAM Racing      |
| 31-36 | DFP  | DSM-Firmenich PostNL    |
| 41-46 | TVL  | Team Visma-Lease a Bike |
| 51-56 | UAD  | UAE Team ADQ            |
| 61-66 | FST  | FDJ-Suez                |
| 71-76 | LAJ  | Liv AlUla Jayco         |
| 81-86 | FED  | Fenix-Deceuninck        |

| N.      | Cod. | Squadra                   |
| ------- | ---- | ------------------------- |
| 91-96   | MOV  | Movistar Team             |
| 101-106 | WNT  | Ceratizit-WNT Pro Cycling |
| 111-116 | HPH  | Human Powered Health      |
| 121-126 | UXM  | Uno-X Mobility            |
| 131-136 | AGS  | AG Insurance-Soudal Team  |
| 141-146 | CGS  | Roland                    |
| 151-156 | COF  | Cofidis Women Team        |
| 161-166 | SUI  | Selezione svizzera        |

## Dettagli delle tappe

### 1ª tappa
- 6 settembre: La Grande Béroche > Losanna – 133,8 km

Risultati
| Pos. | Corridore     | Squadra   | Tempo    |
| ---- | ------------- | --------- | -------- |
| 1    | Elisa Balsamo | Lidl-Trek | 3h29'15" |
| 2    | Lotte Kopecky | SD Worx   | s.t.     |
| 3    | Liane Lippert | Movistar  | s.t.     |

| Pos. | Corridore     | Squadra   | Tempo    |
| ---- | ------------- | --------- | -------- |
| 1    | Elisa Balsamo | Lidl-Trek | 3h29'05" |
| 2    | Lotte Kopecky | SD Worx   | a 4"     |
| 3    | Liane Lippert | Movistar  | a 6"     |

### 2ª tappa
- 7 settembre: Chippis > Vercorin – 101,9 km

Risultati
| Pos. | Corridore      | Squadra   | Tempo    |
| ---- | -------------- | --------- | -------- |
| 1    | Demi Vollering | SD Worx   | 2h50'17" |
| 2    | Lotte Kopecky  | SD Worx   | s.t.     |
| 3    | Gaia Realini   | Lidl-Trek | a 34"    |

| Pos. | Corridore      | Squadra   | Tempo    |
| ---- | -------------- | --------- | -------- |
| 1    | Lotte Kopecky  | SD Worx   | 6h19'20" |
| 2    | Demi Vollering | SD Worx   | a 2"     |
| 3    | Gaia Realini   | Lidl-Trek | a 42"    |

### 3ª tappa
- 8 settembre: Morges > Morges – 144,2 km

Risultati
| Pos. | Corridore          | Squadra | Tempo    |
| ---- | ------------------ | ------- | -------- |
| 1    | Riejanne Markus    | Visma   | 3h38'44" |
| 2    | Niamh Fisher-Black | SD Worx | s.t.     |
| 3    | Lotte Kopecky      | SD Worx | a 21"    |

| Pos. | Corridore      | Squadra   | Tempo    |
| ---- | -------------- | --------- | -------- |
| 1    | Lotte Kopecky  | SD Worx   | 9h58'21" |
| 2    | Demi Vollering | SD Worx   | a 6"     |
| 3    | Gaia Realini   | Lidl-Trek | a 46"    |

## Classifiche finali

### Classifica generale (top 10)
| Pos. | Corridore          | Squadra   | Tempo    |
| ---- | ------------------ | --------- | -------- |
| 1    | Lotte Kopecky      | SD Worx   | 9h58'21" |
| 2    | Demi Vollering     | SD Worx   | a 6"     |
| 3    | Gaia Realini       | Lidl-Trek | a 46"    |
| 4    | Niamh Fisher-Black | SD Worx   | a 51"    |
| 5    | Mavi García        | Liv AlUla | a 1'05"  |
| 6    | Juliette Labous    | DSM       | a 1'10"  |
| 7    | Ashleigh Moolman   | AG-Soudal | a 1'32"  |
| 8    | Lore de Schepper   | AG-Soudal | a 1'38"  |
| 9    | Cédrine Kerbaol    | Ceratizit | a 1'43"  |
| 10   | Nienke Vinke       | DSM       | a 2'07"  |

### Classifica a punti (top 5)
| Pos. | Corridore          | Squadra   | Tempo |
| ---- | ------------------ | --------- | ----- |
| 1    | Elisa Balsamo      | Lidl-Trek | 80    |
| 2    | Lotte Kopecky      | SD Worx   | 75    |
| 3    | Riejanne Markus    | Visma     | 60    |
| 4    | Niamh Fisher-Black | SD Worx   | 60    |
| 5    | Demi Vollering     | SD Worx   | 40    |

### Classifica scalatori (top 5)
| Pos. | Corridore          | Squadra | Tempo |
| ---- | ------------------ | ------- | ----- |
| 1    | Lotte Kopecky      | SD Worx | 18    |
| 2    | Yara Kastelijn     | Fenix   | 15    |
| 3    | Demi Vollering     | SD Worx | 12    |
| 4    | Niamh Fisher-Black | SD Worx | 10    |
| 5    | Femke Gerritse     | SD Worx | 7     |

### Classifica giovani (top 5)
| Pos. | Corridore          | Squadra   | Tempo    |
| ---- | ------------------ | --------- | -------- |
| 1    | Gaia Realini       | Lidl-Trek | 9h59'07" |
| 2    | Niamh Fisher-Black | SD Worx   | a 5"     |
| 3    | Sarah Gigante      | AG-Soudal | a 36"    |
| 4    | Lore de Schepper   | AG-Soudal | a 52"    |
| 5    | Cédrine Kerbaol    | Ceratizit | a 57"    |

### Classifica a squadre
| Pos. | Squadra                  | Tempo     |
| ---- | ------------------------ | --------- |
| 1    | Team SD Worx-Protime     | 29h56'32" |
| 2    | AG Insurance-Soudal Team | a 3'03"   |
| 3    | Liv AlUla Jayco          | a 6'02"   |
| 4    | DSM-Firmenich PostNL     | a 12'59"  |
| 5    | Movistar Team Women      | a 16'08"  |